# Ramazan Demir
Ramazan Demir (* 1986 am 15. Juli ? in Ludwigshafen am Rhein) ist ein in Wien lebender Imam und Religionspädagoge an der KPH Wien/Krems und Fortbildungsleiter muslimischer Religionslehrerinnen und Religionslehrer in Österreich.

## Leben
Der Sohn türkischer Einwanderer übersiedelte im Jahr 2006 von Deutschland nach Österreich, um Islamische Theologie zu studieren. Demir war sieben Jahre lang als islamischer Gefängnisseelsorger tätig, eine seiner Hauptaufgaben war die Deradikalisierung straffällig gewordener und radikalisierter Menschen, die meist jüngeren Alters waren. Um diesen Entwicklungen entgegenzuwirken, unterstützte Demir die Straftäter im Lesen des Korans und unterwies diese im Tafsir (Koranexegese). Bei dieser Tätigkeit war Demir unter anderem in der Justizanstalt Wien Josefstadt angestellt.

## Tätigkeiten
Ramazan Demir ist laut eigener Aussage mit Rabbiner Schlomo Hofmeister seit Jahren befreundet. Zitat: „Allein unsere Freundschaft trotzt allen Stereotypen“.  Gemeinsam unternahmen die beiden mehrere Reisen nach Jerusalem oder nach Istanbul. Zudem treten beide Männer seit Jahren in österreichischen Schulen als Vortragende auf, um Schülerinnen und Schüler über die Gemeinsamkeiten, die Unterschiede sowie über gegenseitigen Respekt und Toleranz zwischen Muslimen und Juden zu unterrichten und aufzuklären.

## Auszeichnung
2024 erhielt er zusammen mit Rabbiner Schlomo Hofmeister und dem Sozialassistentinnen-Projekt „Nachbarinnen“ den Ute-Bock-Preis für Zivilcourage.

## Publikationen (Auswahl)
- Wenn nicht jetzt, wann dann? Ein Gespräch über Judentum und Islam, Amalthea Signum Verlag, Wien 2024, ISBN 978-3-99050-281-5
- Reise nach Jerusalem - Ein Imam und ein Rabbiner unterwegs, Amalthea Signum Verlag, Wien 2016, ISBN 978-3-99050-043-9